# 보드킨촉

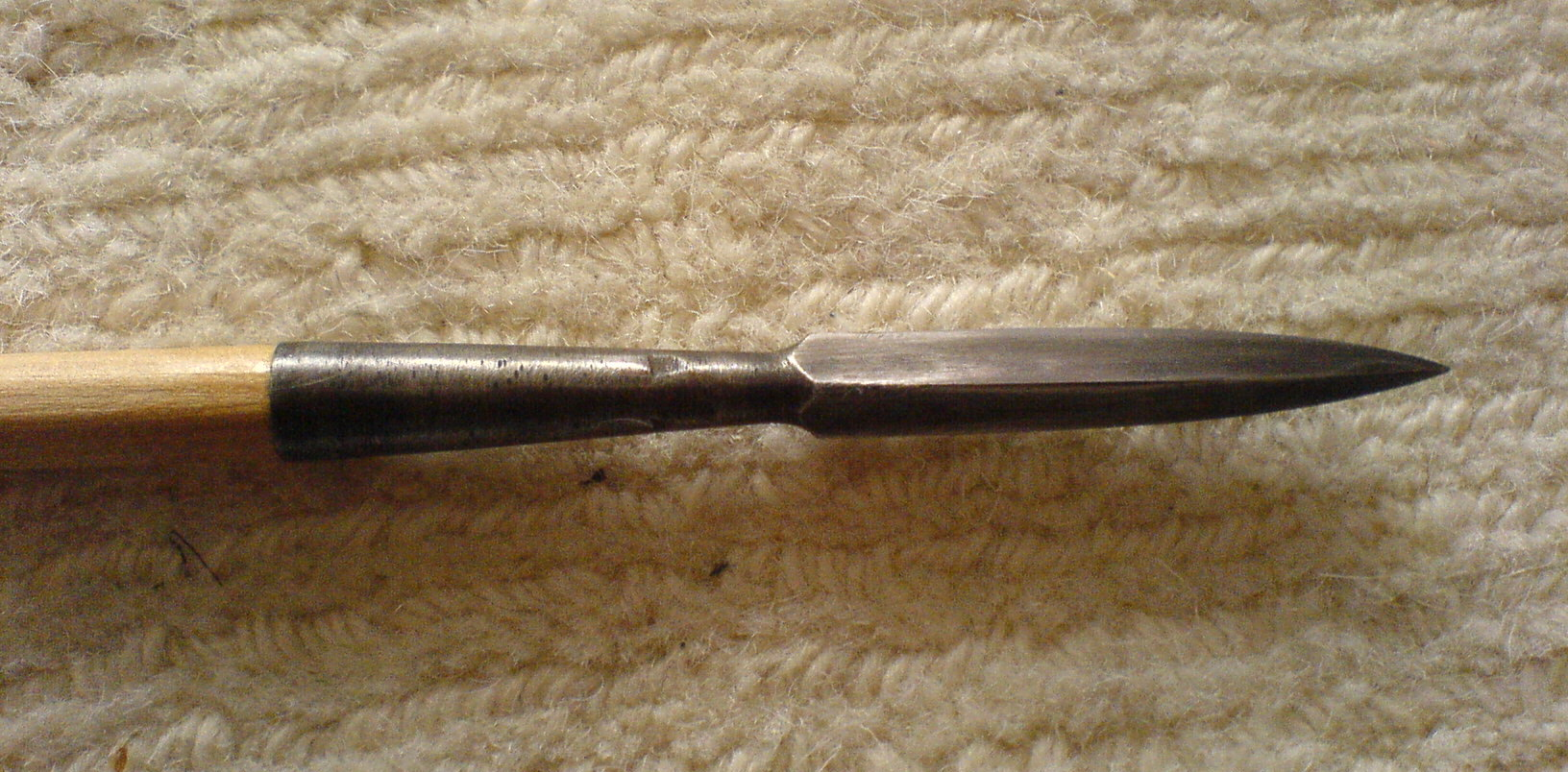

보드킨촉(bodkin point)은 화살촉의 일종이다. 단면이 사각형인 금속 대못의 형태를 하고 있으며, 중세에 널리 쓰였다. 길이는 11.5 cm 이하에 너비는 가장 넓은 지점이 1 cm 가량이다. 처음 관통되는 부위 뒤가 잘록하다. 이러한 송곳 형태의 화살촉은 그 이전부터, 그리고 지속적으로 사용되어 왔던, 브로드헤드를 보완하였는데, 날이 넓고 날카로워 주로 비무장한, 혹은 경무장한 상대에게 심각한 부상을 줄 수 있어 보드킨과는 대조적인 부분이다.

## 역사
보드킨이란 이름은 앵글로색슨어로 날카롭고 뾰족한 단검을 의미하는 bodekin에서 왔다. 이런
화살촉들은 과거 바이킹들이 사용했었다. 이후 중세 말기부터 근세 초기의 유럽에서 널리 사용되었고, 16-17세기에 화약무기가 궁시를 완전히 대체할 때까지 사용되었다.

## 장갑관통력
보드킨 촉은 짧고 뭉툭한 철갑탄과 같은 형태와 길고 뾰족한 바늘과 같은 종류가 있다. 그리고, 그 외관과 이름에 걸맞게, 여러차례 갑주를 관통하기 위한 화살촉으로써 제시되어 왔으나, 왕립 무기고의 연구에 의하면, 현재까지 경화된(담금질)을 거친 촉은 없는 것으로 확인되었다. 이를 참고하자면, 보드킨 촉은 갑주를 공략하기 위한 화살촉이나, 이는 쇄자갑을 관통하는데 강한 위력을 발휘하였고, 역사적인 증거들에서는 판금갑을 상대로 영거리에서도 관통을 하지못했다고 기록되어 있다. 브로드헤드의 경우, 강철로 만들어졌고, 종종 보드킨처럼 구조강도를 높이기 위해 각이 진 것들도 있었다. 하지만 이들은 여전히 갑주로 무장한 적보다, 더 경무장한 사람 혹은 말을 상대로 사용되었다.
현대의 실험에서는, 강철 보드킨 촉의 직격은 영거리에서 쇄자갑을 관통할 수 있는 것으로 밝혀졌다. 하지만, 이 실험의 경우, 직물이 여러 층으로 겹쳐져있고, 이보다 더 튼튼한 재질의 갑옷(쇄자갑) 아래에 받쳐입어, 투사체에 대한 추가적인 방어력을 제공하며, 무거운 화살들도 막아낼 수 있는 것으로 알려진 갬버슨(Gambeson)이 없이 진행된 경우라는 것을 참고해야 한다. 매우 촘촘하게 이어져 있지만, 표면에 무수한 구멍이 있고, 그물과 같은 유연한 형태의 쇄자갑의 특성상 특히 지적되는 부분이다.
중세 말기의 판금갑을 제외하고, 그 이전 대부분의 중세의 갑옷들은 화살에 대하여 온전한 방어력을 제공하지 못했다. 기존의 갑옷에는 쇄자갑, 찰갑, 그리고 두정갑 등이 이에 포함된다. 그리고, 궁술은 판금갑에 대하여 효과적이도록 고려되지 못했다. 이는 중세 말기에 일어난, 네빌의 십자가 전투(Battle of Neville's Cross, 1346), 베르주락 공성전(Siege of Bergerac, 1345), 그리고, 푸아티에 전투(Battle of Poitiers, 1356) 등에서 증명한다. 이렇듯 14세기 말이 되자, 판금갑은 유럽의 기사, 중무장 보병 또는 기병(Men-at-arms)등이 마련하기에 충족한 여건이 되었고, 군대에서도 일반
보병조차도 투구와 흉갑 정도는 갖출 정도로 전체적으로 고르게 무장 수준이 오르게 됨에 따른 결과로 보인다.
최근의 몇몇 실험에 의하면, 길고 뾰족한 바늘 형태의 보드킨 촉은 판금갑을 제외하고 다른 모든 갑옷을 관통할 수 있는 것으로 밝혀졌다. 하나의 실험은 패디드 잭(Padded Jack, 내갑의로 갬버슨의 일종), 철이나 강철제의 쇄자갑, 그리고 코트 오브 플레이츠(Coat of Plates, 두정갑을 참조) 등으로 진행되었다. 결과, 이 화살촉은 이를 모두 관통했으나, 코트 오브 플레이츠의 장갑 판 뒤쪽으로 피해를 입힐만큼 충분히 깊게 관통하지 못하고, 장갑판 표면에 구멍이 뚫린 정도인 것이다. 이 실험에 대한 의문점은 다른 실험들과 같이, 왜 사용된 모든 화살촉들의 재질이 고탄소강이고, 경화된 것인지다. 갑옷들에 비해 화살촉이 지나치게 강했다. 또 하나의 실험에서 사용된 화살촉에는 16종 바브드 촉(Type 16 Barbed Head)가 강철이 맞는 것으로 확인됐다. 아직까지 해당 실험에서 보드킨을 포함한 다른 화살촉들은 확인되지 못했다.

## 같이 보기
- Making a Bodkin
- Arrowsmith catalog showing several bodkin points 보관됨 2018-03-05 - 웨이백 머신.
- Mary Rose historical ship.
- Royal Armouries arrow research.